# Honnecourt-sur-Escaut
Pour les articles homonymes, voir Honnecourt.
Honnecourt-sur-Escaut est une commune française située dans le département du Nord, en région Hauts-de-France.

## Géographie

### Communes limitrophes
|                  | Banteux               | Bantouzelle         |
| Villers-Guislain | Honnecourt-sur-Escaut | Les Rues-des-Vignes |
| Épehy            | Vendhuile             |                     |

### Hydrographie

#### Réseau hydrographique

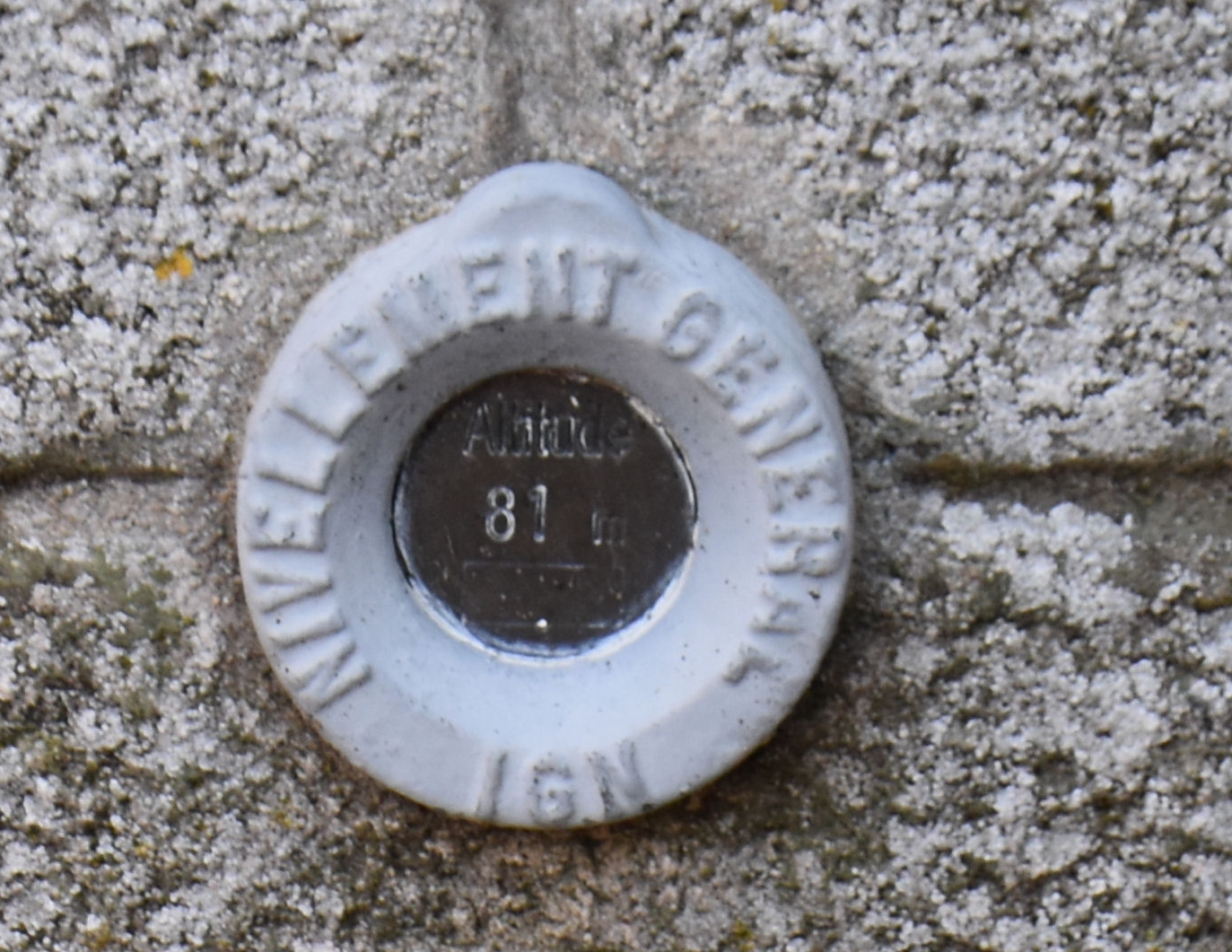
Borne de nivellement sur le mur de l'église - Altitude 81 m.

La commune est située dans le bassin Artois-Picardie. Elle est drainée par la rivière Escaut, le canal de St-Quentin bief de partage de l'écluse 18 Lesdins à l'écluse 17 Bosquet, le canal de St-Quentin vers l'Escaut canalisée, l'alimentation du canal de St-Quentin par l'Escaut, le Banteux et un autre petit cours d'eau,.
La Rivière Escaut, d'une longueur de 30 km, prend sa source dans la commune  et se jette  dans l'Escaut canalisée à Neuville-Saint-Rémy, après avoir traversé 13 communes.
Le canal de Saint-Quentin, long de 92,5 km, assure la jonction entre l'Oise, la Somme et l'Escaut et met en relation le Bassin parisien, le Nord de la France et la Belgique. La commune est traversée par le bief de partage.

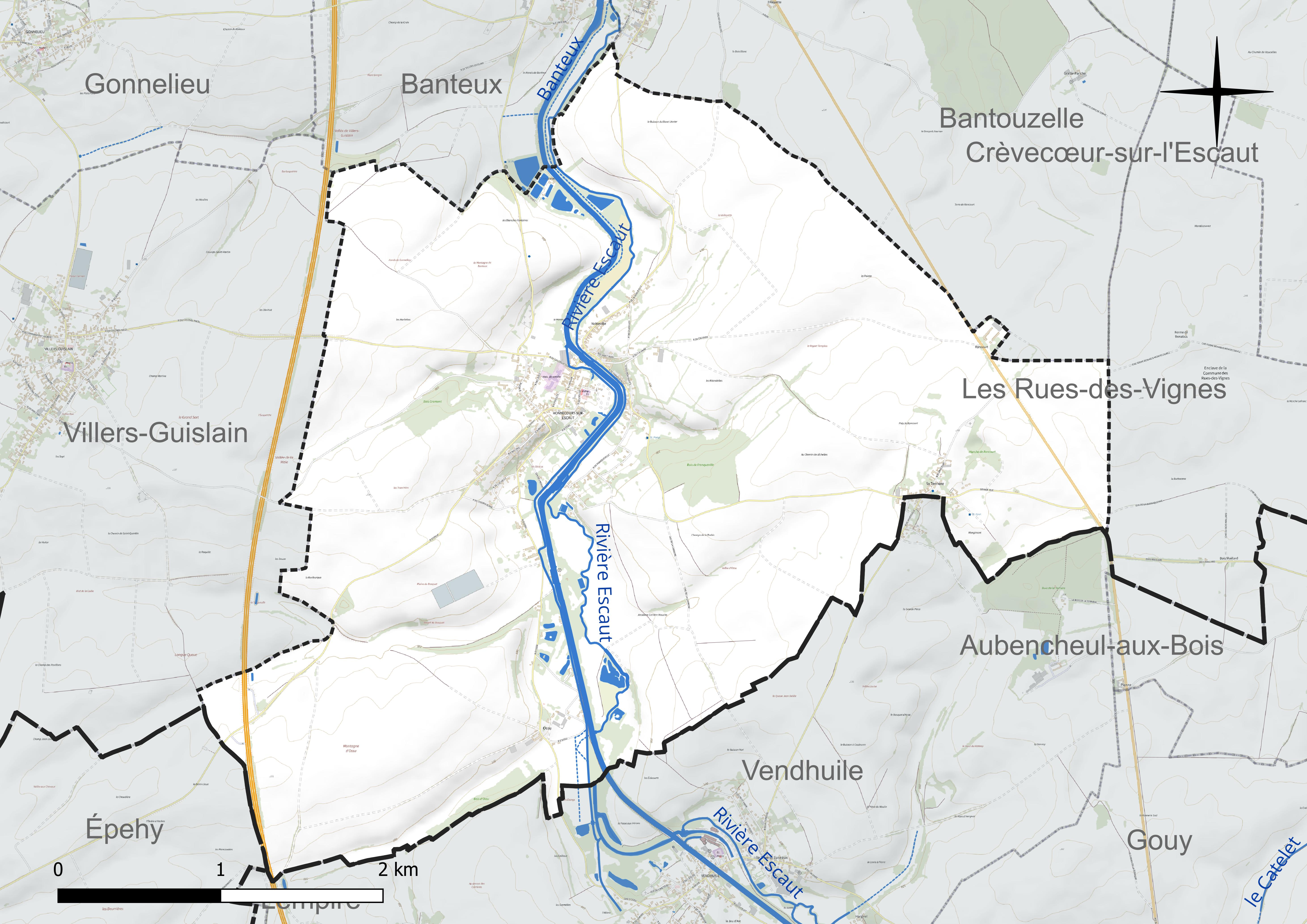
Réseau hydrographique d'Honnecourt-sur-Escaut.

Le canal de Saint-Quentin, long de 92,5 km, assure la jonction entre l'Oise, la Somme et l'Escaut et met en relation le Bassin parisien, le Nord de la France et la Belgique.

#### Gestion et qualité des eaux
Le territoire communal est couvert par le schéma d'aménagement et de gestion des eaux (SAGE) « Escaut ». Ce document de planification concerne un territoire de 2 005 km2 de superficie, délimité par le bassin versant de l'Escaut. Le périmètre a été arrêté le 9 juin 2006 et le SAGE proprement dit a été approuvé le 13 juillet 2021. La structure porteuse de l'élaboration et de la mise en œuvre est le syndicat mixte Escaut et Affluents (SyMEA).
La qualité des cours d'eau peut être consultée sur un site dédié géré par les agences de l'eau et l'Agence française pour la biodiversité.

### Climat
Pour des articles plus généraux, voir Climat des Hauts-de-France et Climat du Nord.
En 2010, le climat de la commune est de type climat océanique dégradé des plaines du Centre et du Nord, selon une étude du CNRS s'appuyant sur une série de données couvrant la période 1971-2000. En 2020, Météo-France publie une typologie des climats de la France métropolitaine dans laquelle la commune est exposée à un climat océanique et est dans la région climatique Nord-est du bassin Parisien, caractérisée par un ensoleillement médiocre, une pluviométrie moyenne régulièrement répartie au cours de l'année et un hiver froid (3 °C).
Pour la période 1971-2000, la température annuelle moyenne est de 10,3 °C, avec une amplitude thermique annuelle de 14,9 °C. Le cumul annuel moyen de précipitations est de 751 mm, avec 12,8 jours de précipitations en janvier et 9,6 jours en juillet. Pour la période 1991-2020, la température moyenne annuelle observée sur la station météorologique la plus proche, située sur la commune de Douai à 38 km à vol d'oiseau, est de 11,0 °C et le cumul annuel moyen de précipitations est de 729,2 mm,. Pour l'avenir, les paramètres climatiques de la commune estimés pour 2050 selon différents scénarios d'émission de gaz à effet de serre sont consultables sur un site dédié publié par Météo-France en novembre 2022.

## Urbanisme

### Typologie
Au 1er janvier 2024, Honnecourt-sur-Escaut est catégorisée commune rurale à habitat dispersé, selon la nouvelle grille communale de densité à sept niveaux définie par l'Insee en 2022.
Elle est située hors unité urbaine. Par ailleurs la commune fait partie de l'aire d'attraction de Cambrai, dont elle est une commune de la couronne,. Cette aire, qui regroupe 64 communes, est catégorisée dans les aires de 50 000 à moins de 200 000 habitants,.

### Occupation des sols
L'occupation des sols de la commune, telle qu'elle ressort de la base de données européenne d'occupation biophysique des sols Corine Land Cover (CLC), est marquée par l'importance des territoires agricoles (93,8 % en 2018), une proportion sensiblement équivalente à celle de 1990 (93,9 %). La répartition détaillée en 2018 est la suivante : 
terres arables (76 %), prairies (15,9 %), zones urbanisées (4,2 %), zones agricoles hétérogènes (2 %), forêts (2 %). L'évolution de l'occupation des sols de la commune et de ses infrastructures peut être observée sur les différentes représentations cartographiques du territoire : la carte de Cassini (XVIIIe siècle), la carte d'état-major (1820-1866) et les cartes ou photos aériennes de l'IGN pour la période actuelle (1950 à aujourd'hui).

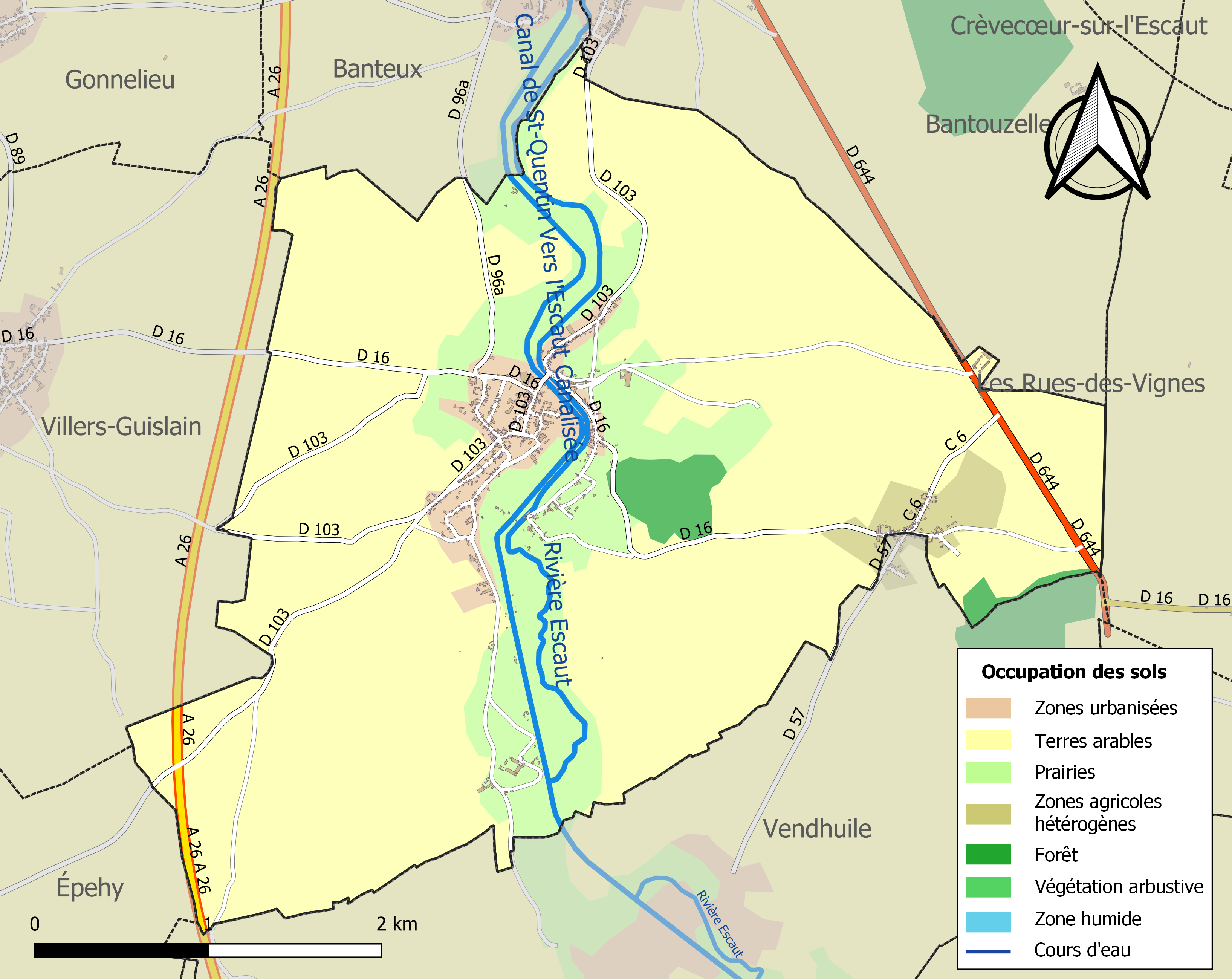
Carte des infrastructures et de l'occupation des sols de la commune en 2018 (CLC).

### Lieux-dits, hameaux et écarts
Le hameau de La Terrière, situé à 4 km à l'est, qui comprend une quarantaine de maisons et une église, fait partie de Honnecourt-sur-Escaut pour les 3/4 et le reste est sur la commune de Vendhuile  (Aisne).

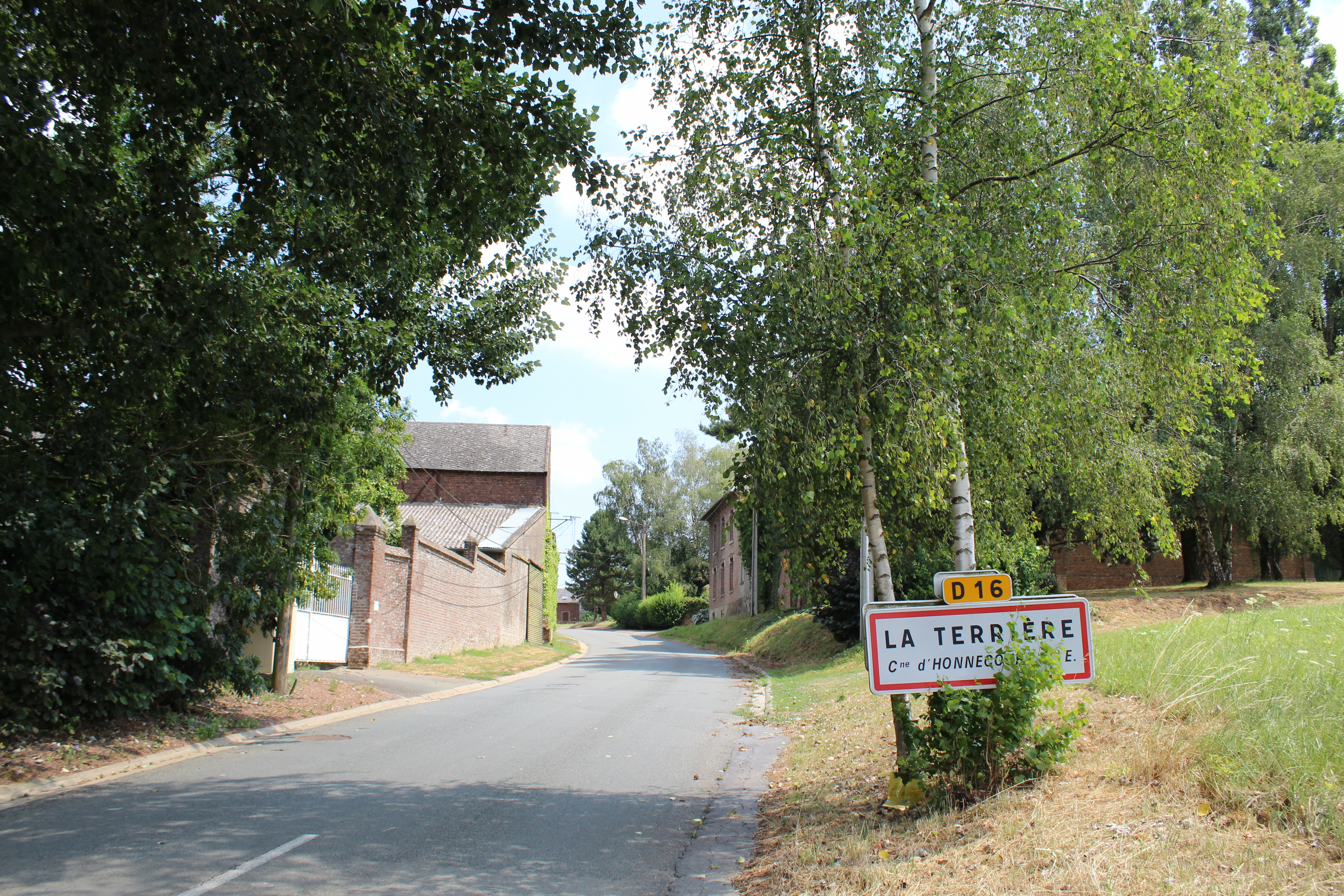
Entrée de La Terrière côté Honnecourt.
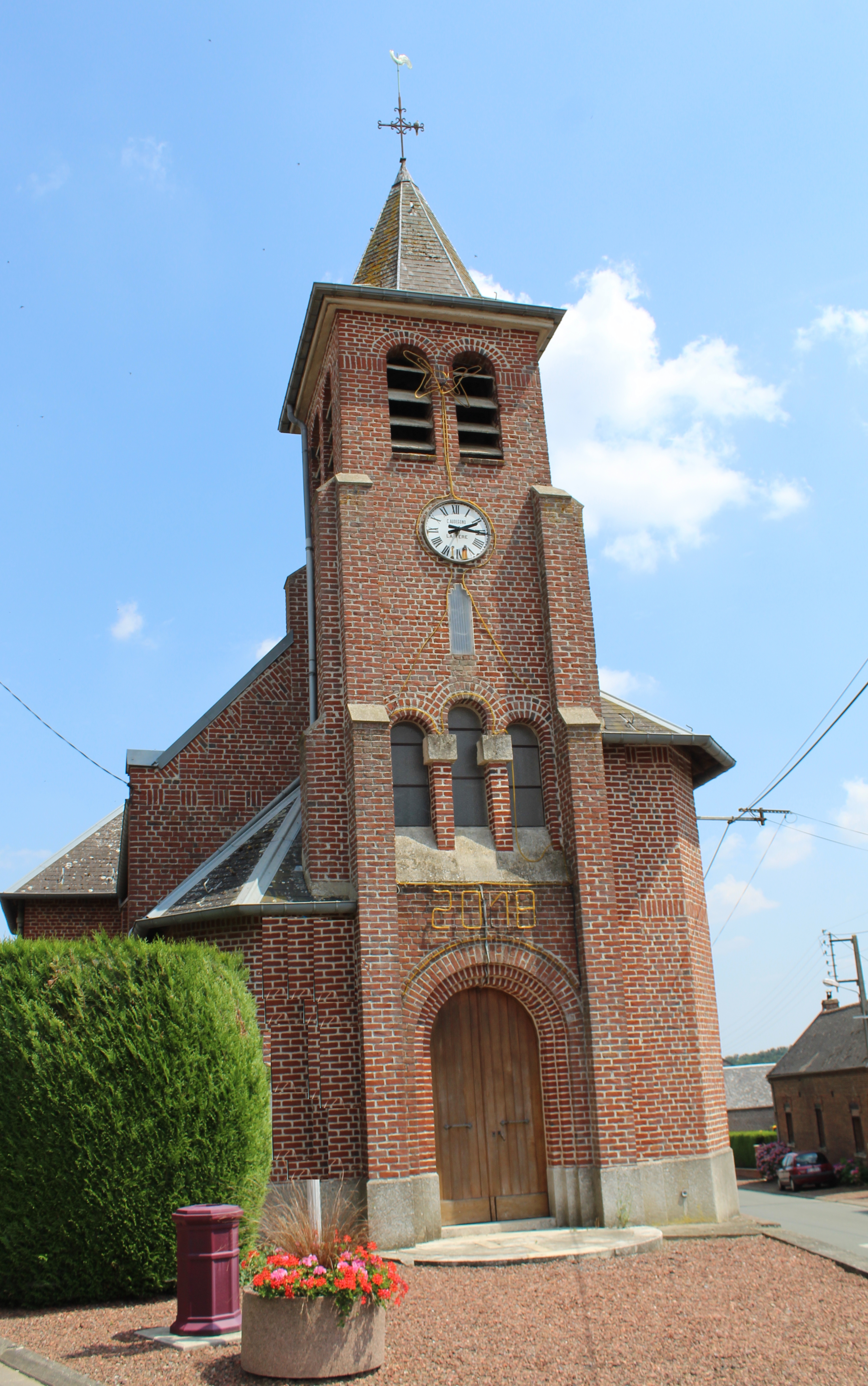
L'église de La Terrière.

### Habitat et logement
En 2019, le nombre total de logements dans la commune était de 348, alors qu'il était de 340 en 2014 et de 354 en 2009.
Parmi ces logements, 85,4 % étaient des résidences principales, 5,8 % des résidences secondaires et 8,8 % des logements vacants. Ces logements étaient pour 94,3 % d'entre eux des maisons individuelles et pour 0 % des appartements.
Le tableau ci-dessous présente la typologie des logements à Honnecourt-sur-Escaut en 2019 en comparaison avec celle du Nord et de la France entière. Une caractéristique marquante du parc de logements est ainsi une proportion de résidences secondaires et logements occasionnels (5,8 %) supérieure à celle du département (1,6 %) mais inférieure à celle de la France entière (9,7 %). Concernant le statut d'occupation de ces logements, 75,5 % des habitants de la commune sont propriétaires de leur logement (74,2 % en 2014), contre 54,7 % pour le Nord et 57,5 pour la France entière.
| Typologie                                               | Honnecourt-sur-Escaut | Nord | France entière |
| ------------------------------------------------------- | --------------------- | ---- | -------------- |
| Résidences principales (en %)                           | 85,4                  | 90,6 | 82,1           |
| Résidences secondaires et logements occasionnels (en %) | 5,8                   | 1,6  | 9,7            |
| Logements vacants (en %)                                | 8,8                   | 7,8  | 8,2            |

### Voies de communication et transports
La commune est desservie par le réseau de transports urbains de la Communauté d'agglomération de Cambrai appelé TUC (Transports Urbains du Cambrésis), par la ligne 13,. La ligne S120 permet de rejoindre le collège de secteur à Gouzeaucourt.

## Toponymie
On trouve le village mentionné dès 667 sous le nom Hunulfocurtis, puis également Hunulfi Curtis ou Hunulfo Curtis au VIIe siècle, et une variété d'autres noms dont Hunulcourt (870), Hunonis Curia (1095), Hulnicorte et Hunilcorte (1102), Hunnulkurt (1133), Hounecort (1142), etc. Mannier y voit la ferme ou le domaine d'Honulfe. Boniface pense que la localité doit moins son nom à un homme qu'à sa situation, identifiant dans la syllabe hon un marais, un étang, un cours d'eau, et fait de Honnecourt « la métairie du marais ».
La commune prend le nom de Honnécourt-sur-l'Escaut en 1936, et son nom actuel en 1962.

## Histoire
D'Honnecourt, l'histoire religieuse a notamment retenu la présence de l'abbaye Saint-Pierre de Honnecourt (fondée en 660 et de Sainte Valérie et sainte Pollèle de Honnecourt, VIIe ou VIIIe siècle, deux vierges commémorées dans l'année à la date du 8 octobre. Cette abbaye est mentionnée dans le traité de Meerssen, en 870, dans lequel elle fait partie du règne de Charles le Chauve (Regesta Imperii I., no. 1480).
Antoine-Alexandre-Joseph Gosse, prieur et historien de la congrégation d'Arrouaise et membre de l'Académie d'Arras, rappelle que l'évêque anglais Saint Liéphart fut, vers le milieu du VIIe siècle, assassiné dans la forêt d'Arrouaise alors qu'il revenant de Rome. Il aurait été inhumé dans le village de Trécaut, à mi-chemin d'Arrouaise à Cambrai, puis ses reliques auraient été transportées à l'abbaye d'Honnecourt. Cependant, à cause des guerres, elles furent déménagées dans l'abbaye de Saint-Pri (à Saint-Quentin).
En 1642, François, seigneur de Rambures, fils de Charles, sire de Rambures, chevalier de l'Ordre du Saint-Esprit, et de Renée de Boulainvilliers, fut tué lors de la bataille de Honnecourt, alors qu'il commandait le régiment de Rambures.
Antoine-Alexandre-Joseph Gosse estimait en 1786 que Rayssius s'était trompé en écrivant que ces reliques ont péri dans un siège ; puisqu'elles « viennent d'être rapportées à Honnecourt, après la suppression de l'Abbaye de Saint-Pri ».

## Politique et administration

### Rattachements administratifs et électoraux

#### Rattachements administratifs
La commune se trouve depuis 1926 dans l'arrondissement de Cambrai du département du Nord.
Elle faisait partie depuis 1801 du canton de Marcoing. Dans le cadre du redécoupage cantonal de 2014 en France, cette circonscription administrative territoriale a disparu, et le canton n'est plus qu'une circonscription électorale.

#### Rattachements électoraux
Pour les élections départementales, la commune fait partie depuis 2014 du canton du Cateau-Cambrésis
Pour l'élection des députés, elle fait partie de la dix-huitième circonscription du Nord.

### Intercommunalité
Honnecourt-sur-Escaut est membre depuis 2013  de la communauté d'agglomération de Cambrai, un établissement public de coopération intercommunale (EPCI) à fiscalité propre initialement créé en 1992 et auquel la commune a transféré un certain nombre de ses compétences, dans les conditions déterminées par le code général des collectivités territoriales.

### Liste des maires
| Période                                  | Période         | Identité                | Étiquette | Qualité                                                             |
| ---------------------------------------- | --------------- | ----------------------- | --------- | ------------------------------------------------------------------- |
| Les données manquantes sont à compléter. |                 |                         |           |                                                                     |
| avant 1802-1803                          |                 | Adrien Hodin            |           |                                                                     |
| avant 1807                               |                 | M. Waxin                |           |                                                                     |
| 1881                                     |                 | Templus                 |           |                                                                     |
| Les données manquantes sont à compléter. |                 |                         |           |                                                                     |
| avant 1981                               |                 | Paul van Haetsdaele     |           |                                                                     |
| Les données manquantes sont à compléter. |                 |                         |           |                                                                     |
| 1990                                     | mars 2008       | Gérard Leroy            |           |                                                                     |
| mars 2008                                | 2009            | Francis Piton           |           | Démissionnaire                                                      |
| 2009                                     | 11 juillet 2022 | Jean-Pierre Golebiewski |           | Mort en fonction                                                    |
| Octobre 2022                             | 4 décembre 2023 | Jean-Michel Tison       |           | Manager retraité en maintenance sécurité chez Cora Mort en fonction |
| 23 février 2024                          | En cours        | Bernard Maillart        |           | Retraité des Voies Navigables de France                             |

## Population et société

### Démographie

#### Évolution démographique
L'évolution du nombre d'habitants est connue à travers les recensements de la population effectués dans la commune depuis 1793. Pour les communes de moins de 10 000 habitants, une enquête de recensement portant sur toute la population est réalisée tous les cinq ans, les populations de référence des années intermédiaires étant quant à elles estimées par interpolation ou extrapolation. Pour la commune, le premier recensement exhaustif entrant dans le cadre du nouveau dispositif a été réalisé en 2005.

En 2022, la commune comptait 722 habitants, en évolution de −8,61 % par rapport à 2016 (Nord : +0,51 %, France hors Mayotte : +2,11 %).
| 1793  | 1800 | 1806  | 1821  | 1831  | 1836  | 1841  | 1846  | 1851  |
| ----- | ---- | ----- | ----- | ----- | ----- | ----- | ----- | ----- |
| 1 030 | 960  | 1 067 | 1 249 | 1 417 | 1 422 | 1 484 | 1 550 | 1 553 |

| 1856  | 1861  | 1866  | 1872  | 1876  | 1881  | 1886  | 1891  | 1896  |
| ----- | ----- | ----- | ----- | ----- | ----- | ----- | ----- | ----- |
| 1 622 | 1 671 | 1 741 | 1 991 | 2 056 | 1 806 | 1 910 | 1 904 | 1 849 |

| 1901  | 1906  | 1911  | 1921 | 1926 | 1931 | 1936 | 1946 | 1954 |
| ----- | ----- | ----- | ---- | ---- | ---- | ---- | ---- | ---- |
| 1 865 | 1 784 | 1 679 | 851  | 996  | 941  | 908  | 913  | 946  |

| 1962 | 1968 | 1975 | 1982 | 1990 | 1999 | 2005 | 2006 | 2010 |
| ---- | ---- | ---- | ---- | ---- | ---- | ---- | ---- | ---- |
| 849  | 763  | 674  | 668  | 715  | 734  | 779  | 784  | 743  |

| 2015 | 2020 | 2022 | - | - | - | - | - | - |
| ---- | ---- | ---- | - | - | - | - | - | - |
| 787  | 743  | 722  | - | - | - | - | - | - |

#### Pyramide des âges
La population de la commune est relativement âgée.
En 2018, le taux de personnes d'un âge inférieur à 30 ans s'élève à 28,6 %, soit en dessous de la moyenne départementale (39,5 %). À l'inverse, le taux de personnes d'âge supérieur à 60 ans est de 31,9 % la même année, alors qu'il est de 22,5 % au niveau départemental.
En 2018, la commune comptait 404 hommes pour 373 femmes, soit un taux de 51,99 % d'hommes, largement supérieur au taux départemental (48,23 %).
Les pyramides des âges de la commune et du département s'établissent comme suit.
| Hommes | Classe d’âge | Femmes |
| ------ | ------------ | ------ |
| 1,8    | 90 ou +      | 4,3    |
| 6,9    | 75-89 ans    | 11,4   |
| 21,7   | 60-74 ans    | 17,7   |
| 24,5   | 45-59 ans    | 24,6   |
| 14,6   | 30-44 ans    | 15,2   |
| 17,4   | 15-29 ans    | 9,3    |
| 13,0   | 0-14 ans     | 17,5   |

| Hommes | Classe d’âge | Femmes |
| ------ | ------------ | ------ |
| 0,5    | 90 ou +      | 1,4    |
| 5,3    | 75-89 ans    | 8,1    |
| 14,8   | 60-74 ans    | 16,2   |
| 19,1   | 45-59 ans    | 18,4   |
| 19,5   | 30-44 ans    | 18,7   |
| 20,7   | 15-29 ans    | 19,1   |
| 20,2   | 0-14 ans     | 18     |

## Culture locale et patrimoine

### Lieux et monuments

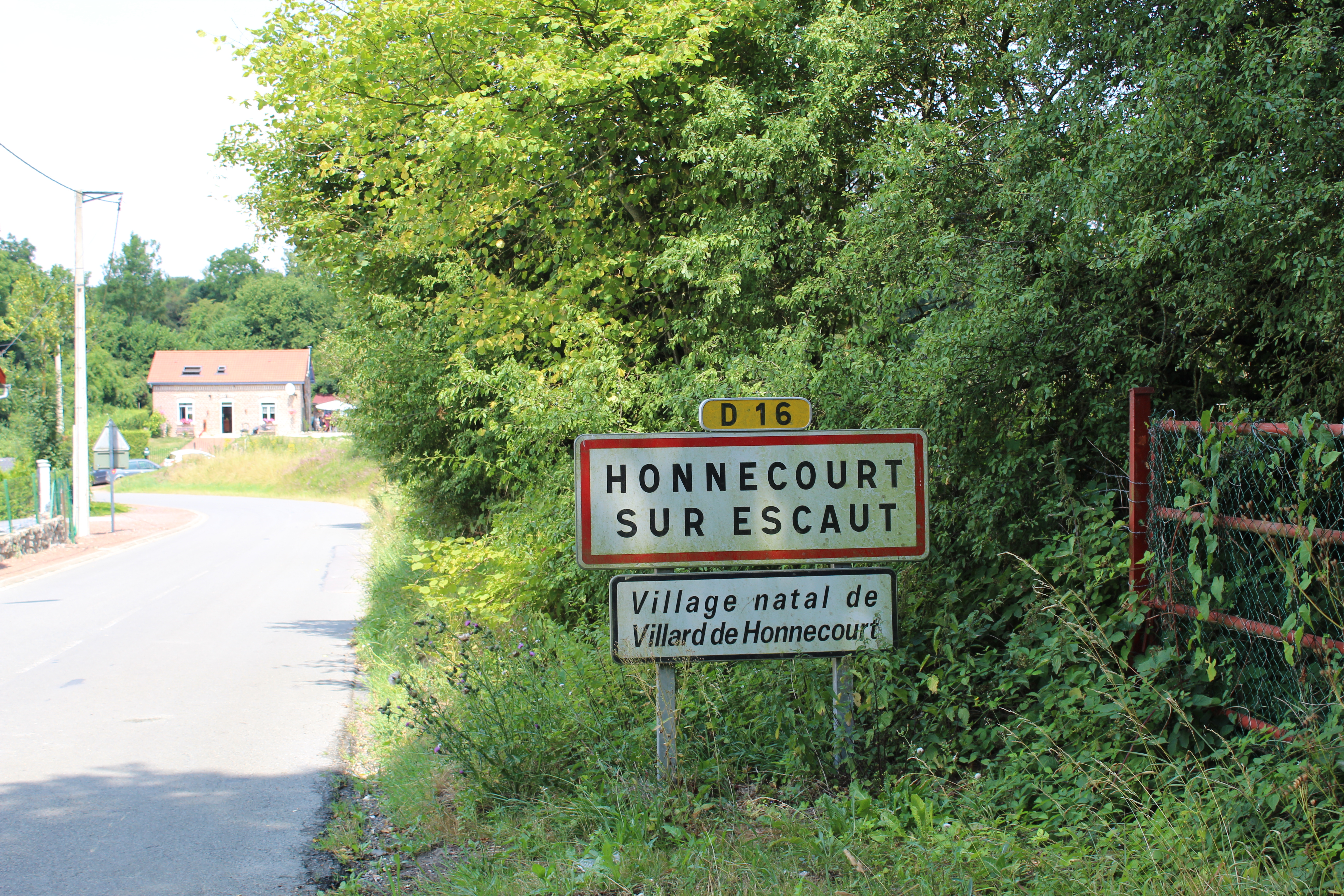
Entrée du village.
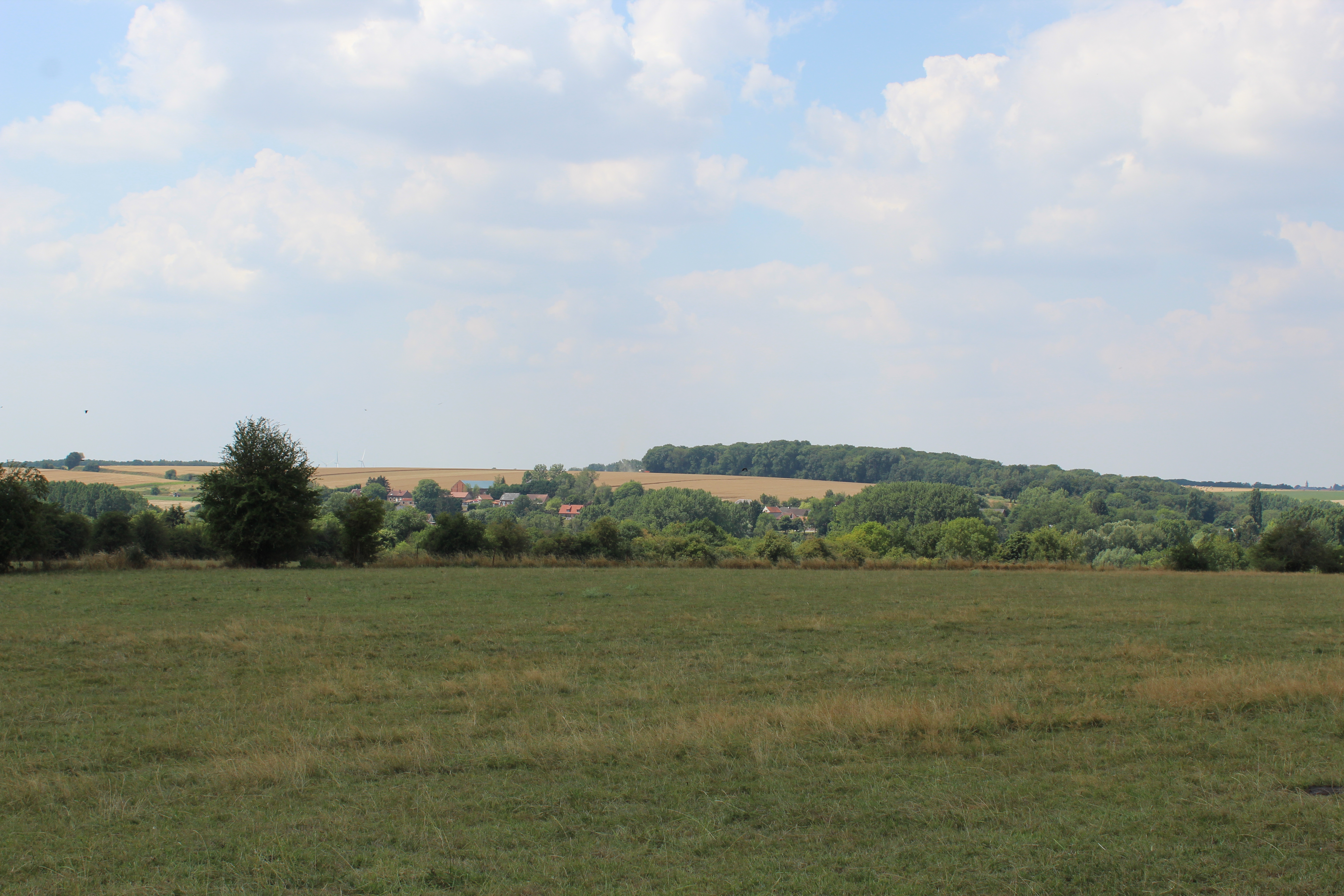
Panorama du village niché dans la verdoyante vallée de l'Escaut.
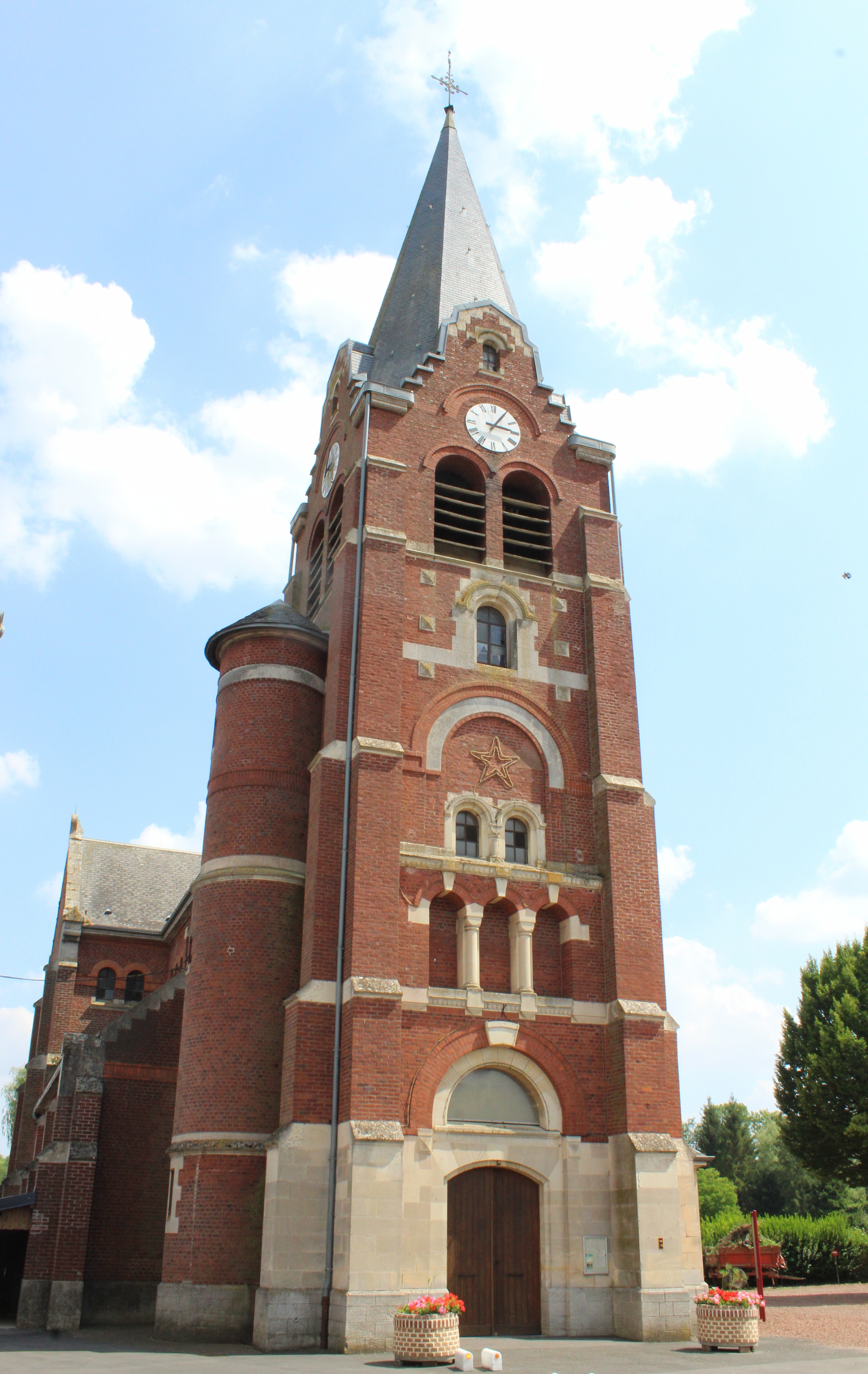
L'église.
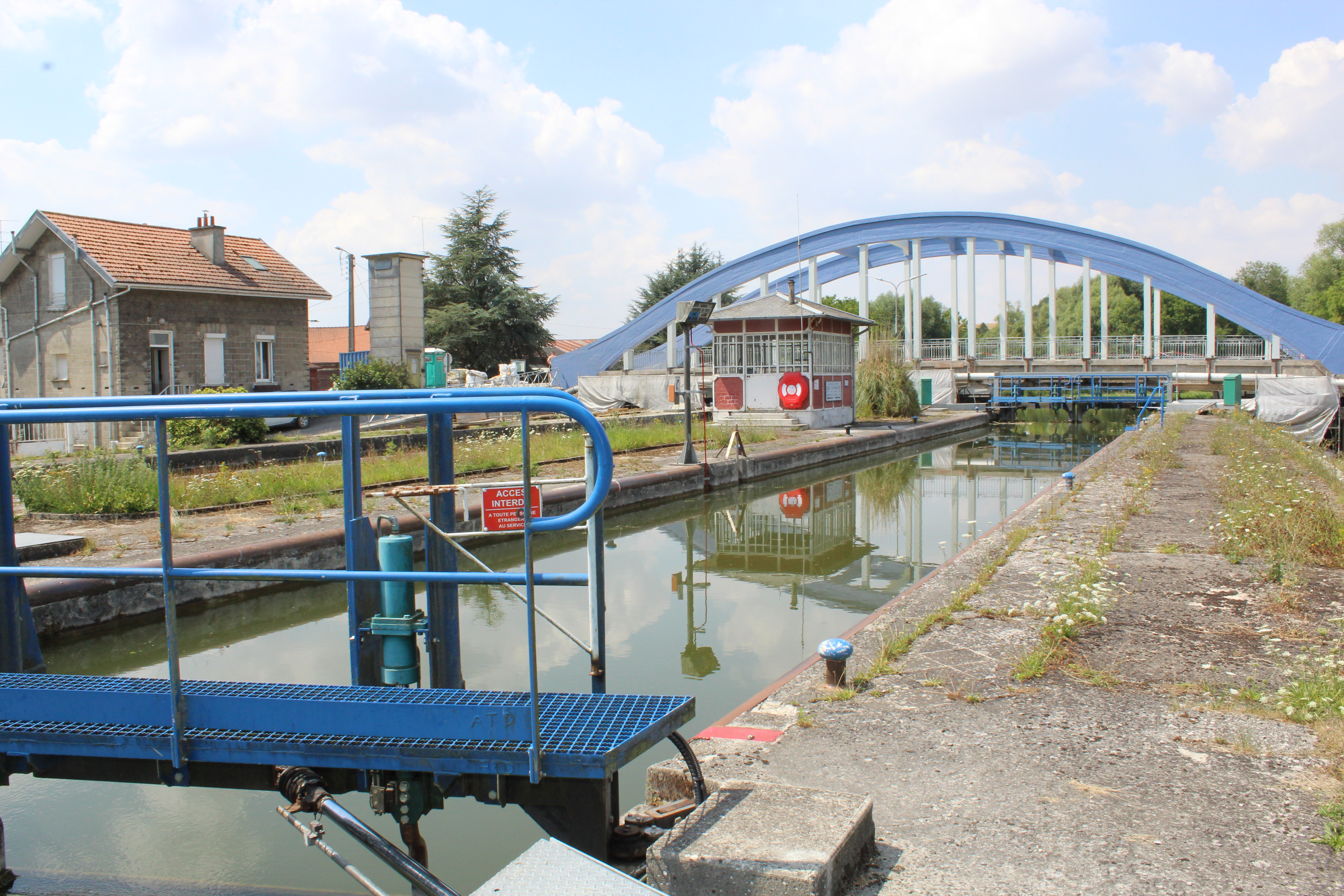
L'écluse sur le Canal de Saint-Quentin.

### Personnalités liées à la commune

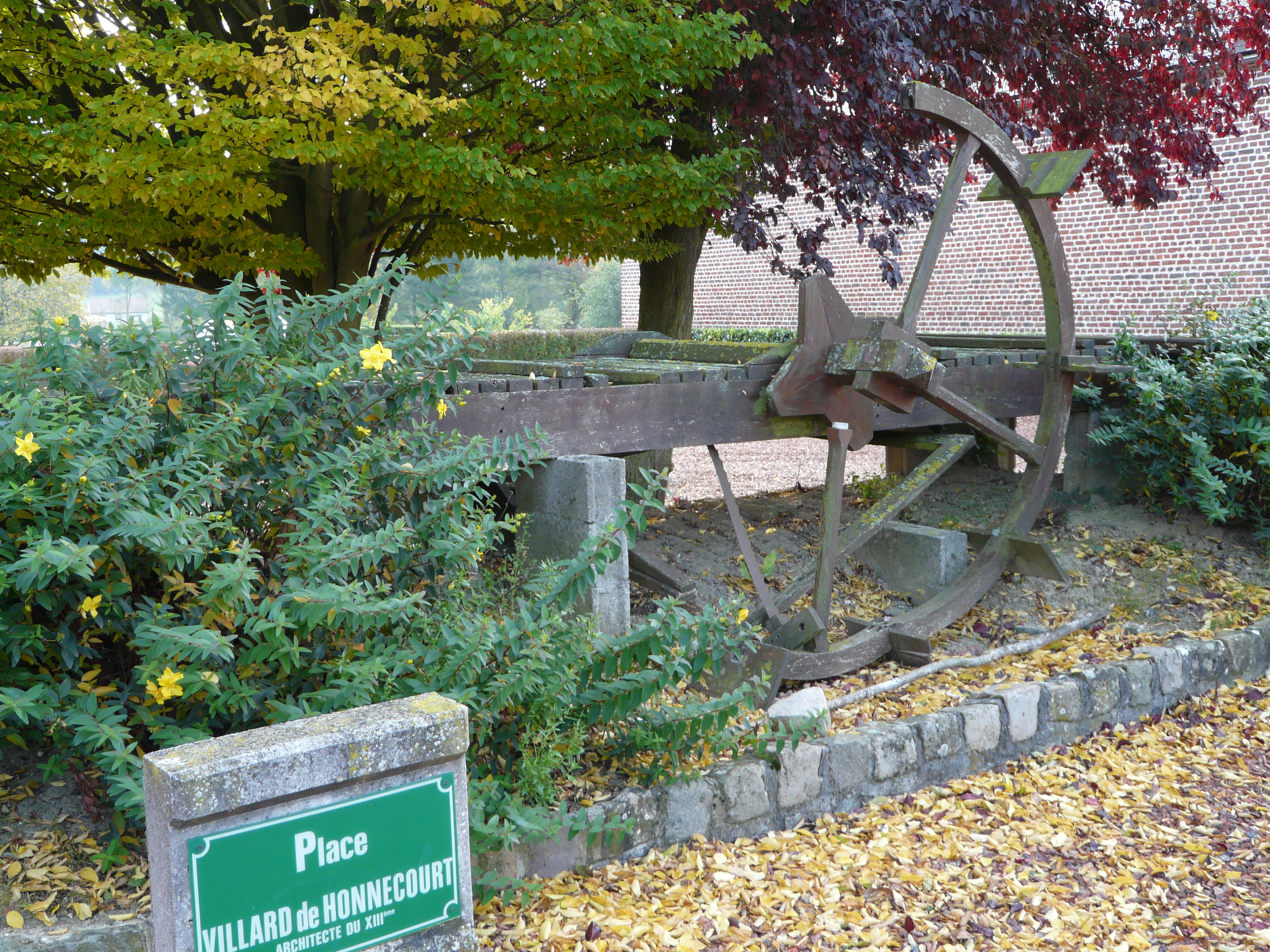
Reconstitution d'une scie à bois sur des plans de Villard sur la place de Honnecourt.

Honnecourt est le village de naissance de Villard de Honnecourt, architecte du XIIIe siècle. Villard de Honnecourt est l'auteur d'un corpus de 33 parchemins, qui rassemblent environ 250 dessins. Ces documents sont conservés à la Bibliothèque nationale de France. De 1191 à 1235, Villard de Honnecourt fut chargé de la construction de l'église de l'abbaye de Vaucelles (monument actuellement situé sur la commune des Rues-des-Vignes).
Une roue à maillets a été reconstituée suivant la machine imaginée par Villard au XIIe siècle, fabriquée par Daniel Cauet, le menuisier ébéniste du village qui, pour l'occasion, a reçu l'aide de Pierre Broie, menuisier à Villers-Guislain. Cette roue à maillets ou poids, articulés, provoque un déséquilibre permanent… Cette réplique a été installée à l'entrée du village près du pont du canal de Saint-Quentin.
Une coquille a été posée, matérialisant le chemin de Compostelle. La coquille est encastrée sur la chaussée servant de fléchage à tous les pèlerins en route vers ce lieu saint espagnol.

### Héraldique
| Blason de Honnecourt-sur-Escaut | Blason  | D'argent semé de billettes de gueules, au lion du même brochant sur le tout. |
| Blason de Honnecourt-sur-Escaut | Détails | Le statut officiel du blason reste à déterminer.                             |

## Pour approfondir